# Hockey su ghiaccio ai I Giochi olimpici giovanili invernali
Le gare di hockey su ghiaccio dei I Giochi olimpici giovanili invernali si sono svolte all'OlympiaWorld di Innsbruck, in Austria, dal 13 al 22 gennaio 2012. In programma 4 eventi.

## Calendario
| Ragazzi | Prima fase | Prima fase | Prima fase | Prima fase Qualificazioni gara di abilità | Prima fase | Prima fase | Gara di abilità | Semifinali | Finale 3º posto | Finale | 2 |
| Ragazze | Prima fase | Prima fase | Prima fase | Prima fase Qualificazioni gara di abilità | Prima fase | Prima fase | Gara di abilità | Semifinali | Finale 3º posto | Finale | 2 |
| Totale  |            |            |            |                                           |            |            | 2               |            |                 | 2      | 4 |

## Podi

### Ragazzi
| Evento                        | Oro                                | Argento                | Bronzo                  |
| Hockey su ghiaccio (dettagli) | Finlandia                          | Russia                 | Canada                  |
| Gara di abilità (dettagli)    | Augusts Valdis Vasilonoks Lettonia | Attila Kovács Ungheria | Seiya Furukawa Giappone |

### Ragazze
| Evento                        | Oro                         | Argento                  | Bronzo                      |
| Hockey su ghiaccio (dettagli) | Svezia                      | Austria                  | Germania                    |
| Gara di abilità (dettagli)    | Julie Zwarthoed Paesi Bassi | Fanni Gasparics Ungheria | Sharnita Crompton Australia |

## Medagliere
| Posizione | Paese       | Oro | Argento | Bronzo | Totale |
| --------- | ----------- | --- | ------- | ------ | ------ |
| 1         | Finlandia   | 1   | 0       | 0      | 1      |
| 1         | Lettonia    | 1   | 0       | 0      | 1      |
| 1         | Paesi Bassi | 1   | 0       | 0      | 1      |
| 1         | Svezia      | 1   | 0       | 0      | 1      |
| 5         | Ungheria    | 0   | 2       | 0      | 2      |
| 6         | Austria     | 0   | 1       | 0      | 1      |
| 6         | Russia      | 0   | 1       | 0      | 1      |
| 9         | Canada      | 0   | 0       | 1      | 1      |
| 9         | Germania    | 0   | 0       | 1      | 1      |
| 9         | Giappone    | 0   | 0       | 1      | 1      |
| 9         | Australia   | 0   | 0       | 1      | 1      |
| Totale    | Totale      | 4   | 4       | 4      | 12     |